# 2017.
◄ | 20. stoljeće | 21. stoljeće | 22. stoljeće | ►
◄ | 1980-ih | 1990-ih | 2000-ih | 2010-ih | 2020-ih | 2030-ih | 2040-ih | ►
◄◄ | ◄ | 2014. | 2015. | 2016. | 2017. | 2018. | 2019. | 2020. | ► | ►►
Arhitektura • Astronautika • Astronomija • Biologija • Film • Fotografija • Glazba • Kazalište • Kemija • Kiparstvo • Knjige • Književnost • Kršćanstvo • Meteorologija • Medicina • Planinarstvo • Politika • Pravo • Promet • Slikarstvo • Strip • Šport • Televizija • Znanost • Zrakoplovstvo • Željeznički promet
Godina 2017. (MMXVII) započela je u nedjelju 1. siječnja prema Gregorijanskom kalendaru. To je 17 godina trećeg tisućljeća, 8. po redu u drugom desetljeću 21. stoljeća i 2017. godina nove ere. U nekim kalendarima zapisuje se još i kao Anno Domini (AD) 2017., jer predstavlja 2017. godinu Ljeta Gospodnjega, odnosno Kristova rođenja.
Prema odluci Opće skupštine Ujedinjenih naroda, 2017. godina proglašena je Međunarodnom godinom razvoja održivog turizma.

## Događaji

### Siječanj
- 1. siječnja
  - Malta preuzela šestomjesečno predsjedanje Europskom unijom.
  - Portugalski političar i diplomat António Guterres postaje glavni tajnik Ujedinjenih naroda, zamjenjujući Ban Ki-Moona.
  - Amnesty International objavio da je Saudijska Arabija tijekom 2016. godine izvršila 153 smrtne kazne, više od bilo koje države na svijetu. Uz Saudijsku Arabiju, najviše smrtnih kazni izvršeno je još u Kini, Sjedinjenim Državama, Iranu i Pakistanu te ostalim pretežno muslimanskim zemljama u kojima vlada Šerijatski zakon.
  - Sjevernokorejski komunistički vođa Kim Jong-un u svojem novogodišnjem govoru objavio kako je Sjeverna Koreja u završnoj etapi testiranja interkontinentalnog balističkog projektila.
  - Američki predsjednik Barack Obama naredio protjerivanje 35 ruskih diplomata iz Sjedinjenih Država zbog umiješanosti ruskih tajnih službi u hakiranje Demokratske stranke uoči Američkih predsjedničkih izbora 2016. i poraz stranačke kandidatkinje Hillary Clinton na istim izborima.
- 2. siječnja
  - Švicarski meteorološki zavod objavio kako je prosinac 2016. bio treći najsuši mjesec u povijesti te alpske zemlje otkada postoje mjerenja, suši su jedino bili rujan 1865. i travanj 1893. S prosjekom oborina od 2 mm, umjesto prosječnih 90 mm, u većini zemlje nije niti jedan dan u prosincu pao snijeg, zbog čega je Svjetska meteorološka organizacija najavila pojačanje borbe protiv negativnih posljedica sveopćeg zagrijavanja uzrokovanog tzv. učinkom staklenika i ispuštanjem visokih emisija ugljikova dioksida u atmosferu.
  - Britanske dnevne novine Daily Mail objavile rezultate znanstvenih istraživanja prema kojima najviše ljudi prirodnom smrću umre 1. siječnja, odnosno na Novu godinu. Rezultati istraživanja temelje se na promatranju statističkih podataka o umiranju u najvećim zemljama svijeta (SAD, UK, Kanada, Njemačka) u razdoblju do 25 godina.
- 4. siječnja
  - Turski parlament odobrio tromjesečno produljenje izvanrednog stanja nakon neuspješnog pokušaja državnog udara u srpnju 2016.
  - Američki geološki zavod objavio da je potres magnitude 6,9 stupnjeva pogodio podmorje nedaleko Fidžija. Nije bilo materijalne štete niti ozljeđenih.
- 6. siječnja – Potomci namibijskih plemena Herero i Nama podigli tužbu na okružnom sudu na Manhattanu protiv Njemačke za genocid u kojem je početkom 20. stoljeća ubijeno više od 100 tisuća ljudi.
- 8. siječnja – Održana 74. dodjela Zlatnih globusa u hotelu The Beverly Hilton na Beverly Hillsu. Ukupni pobjednik dodjele bio je film La la land koji je osvojio 7 Zlatnih globusa.
- 10. siječnja – Daniel Ortega peti put je na Trgu revolucije u Managui prisegnuo za predsjednika Nikaragve, a za potpredsjednicu izabrao svoju ženu Rosariju Murillo.[1]

### Veljača
- 3. veljače – U Zagrebu osnovan Veliki orijent Hrvatske

### Ožujak
- 19. ožujka – Prema odluci kardinala Josipa Bozanića na području Zagrebačke nadbiskupije započela je Godina svetog Josipa, povodom 330. obljetnice kako je Hrvatski sabor izabrao svetog Josipa za zaštitnika Hrvatske.

### Svibanj
- 10. svibnja – U Primoštenu je svečano otvoren monumentalni kip Gospe od Loreta, najveći takav kip na svijetu.
- 22. svibnja – U islamističkom terorističkom napadu u Manchesteru poginule su 23 osobe, uključujući napadača, a 119 ih je ranjeno.[2]
- 27. svibnja – Mađarski klub Szolnok osvojio je svoj prvi naslov europskog prvaka u vaterpolu, u završnici iznenađujuće razbivši branitelja naslova dubrovački Jug 10:5.[3]

### Lipanj
- 3. lipnja – Na arheološkom lokalitetu Šarengrad Klopare, nedaleko od Iloka, pronađeno je 18 novih avarskih grobova. Među njima je i posebno značajan grob u kojem je pokopan vojnik s palašem, avarskom sabljom, iz otprilike 725. godine.[4]
- 4. lipnja – Makedonski klub RK Vardar iz Skoplja iznenađujuće je na svome prvom nastupu na završnom turniru osvojio naslov europskog prvaka u rukometu. U poluzavršnici je pobijedio Barcelonu 26:25, a pobjedonosni pogodak postigao je Hrvat Luka Cindrić u posljednjim sekundama utakmice. U završnici protiv pariškog PSG-a, također debitanta u završnicama, Vardar je slavio 24:23. Odlučujući pogodak postigao je Hrvat Ivan Čupić doslovno u posljednjoj sekundi utakmice.[5]
  - Zagrebački zoološki vrt predstavio je volijere za afričke ptice, čime se omogućuje promatranje bez ikakvih vidljivih barijera. Zahvaljujući suvremenome arhitektonskom rješenju afričke ptice močvarice dobile su golem nadsvođen prostor koji im omogućuje boravak na tlu, ali i letenje. Posjetitelji su dobili mogućnost ući u samu nastambu i vidjeti ptice na metar-dva, kao u prirodi. Osigurane su i promatračnice s kojih se ptice može gledati uz pomoć dalekozora i teleskopa.[6]
- 5. lipnja – Crna Gora postala je 29. članica NATO-a.[7]
- 8. lipnja – Koncert potpore šestorici nekadašnjih dužnosnika Herceg-Bosne održao je pred oko 15 000 obožavatelja Marko Perković Thompson u Mostaru.[8]
- 14. lipnja – U požaru u neboderu "Grenfell Tower" u Londonu poginulo je 79 osoba, a 74 su ranjene.[9]
- 17. lipnja – U šumskim požarima diljem središnjeg Portugala poginule su 64 osobe, a 160 ih je ranjeno.[10]
- 21. lipnja – Velika džamija al-Nuri u Mosulu iz 12. stoljeća, poznata po kosom minaretu, razorena je u borbama.[11]

### Srpanj
- 9. srpnja – osnovan Građansko-liberalni savez.

### Rujan
- 1. rujna
  - Trg maršala Tita u Zagrebu, nakon što je 71 godinu nosio to ime, preimenovan je u Trg Republike Hrvatske.[12]
  - Ruski predsjednik Vladimir Putin izbacio iz zemlje 755 američkih diplomata zbog međunarodnih sankcija koje je SAD uveo Rusiji.[13]
- 3. rujna – Sjeverna Koreja izvela šesti i najjači nuklearni test do sada izazvavši pritoim potres magnitude 6,3. Snaga hidrogenske bombe bila je između 50 i 120 kilotona. Bomba je testirana na testnom mjestu Punggye-ri.[14]
- 7. rujna
  - Obale meksičke savezne države Chiapas pogodio razoran potres u kojem je poginulo 98 ljudi, a osjetio se i u susjednoj Gvatemali.
  - U Poljskoj održana molitvena inicijativa »Krunica na granicama«.
- 15. rujna – Letjelica Cassini završila je svoju misiju u orbiti Saturna koja je trajala 13 godina.
- 24. rujna – Na njemačkim saveznim izborima pobjedu odnio politički savez CDU-a i CSU-a porazivši oporbeni SPD. Iznenađujuće treće mjesto i 94 mjesta u Bundestagu osovjila je konzervativna i eurskeptična Alternativa za Njemačku.

### Listopad
- 9. listopada – Milijun Poljaka molilo krunicu za spasenje Poljske i cijeloga svijeta diljem državne granice u sklopu molitvene inicijative »Krunica na granicama«.
- 16. listopada – Malteška istraživačka novinarka Daphne Caruana Galizia ubijena u atentatu auto-bombom kraj svoje kuće.

### Studeni
- 2. studenog – Pongo tapanuliensis klasificiran je kao novootkrivena vrsta orangutana.[15]
- 12. studenog – U potresu koji je pogodio granicu između Iraka i Irana poginula su 452 čovjeka, 7 156 ih je ranjeno, a oko 70 000 obeskućeno.[16]
- 13. studenog – Talijanska nogometna reprezentacija prvi put nakon 60 godina ne će nastupati na Svjetskom prvenstvu, jer je u dodatnim kvalifikacijama izbačena od Švedske.[17]
- 15. studenog – Nakon 30 godina na mjestu predsjednika i 37 godina na vlasti u Zimbabveu, vojnim udarom svrgnut je Robert Mugabe,  a naslijedio ga je Emmerson Mnangagwa.[18]
- 22. studenog – Haaški sud je prvostupanjskom presudom Ratka Mladića osudio na kaznu doživotnog zatvora.
- 29. studenog – Haaški sud je konačnom pravomoćnom drugostupanjskom presudom osudio šestoricu bosanskohercegovačkih Hrvata: Jadranka Prlića na 25, Brunu Stojića, Slobodana Praljka i Milivoja Petkovića na po 20, Valentina Ćorića na 16 i Berislava Pušića na 10 godina zatvora. Odmah nakon izricanja presude Praljak je izvršio samoubojstvo otrovom.[19]

### Prosinac
- 4. prosinca – Velike poplave u Albaniji

### Športski događaji
- Formula 1 – sezona 2017.
- siječanj – Svjetsko prvenstvo u rukometu – Francuska 2017.
- srpanj – Svjetsko prvenstvo u vaterpolu 2017. i Svjetsko prvenstvo u vodenim športovima 2017.
- kolovoz – Svjetsko prvenstvo u atletici 2017. i Europsko prvenstvo u košarci 2017.
- prosinac – Svjetsko prvenstvo u rukometu za žene – Njemačka 2017.

## Obljetnice i godišnjice
- 650. obljetnica dolaska slike Majke Božje u trsatsko Svetište
- 500. obljetnica reformacije
- 400. godišnjica smrti Fausta Vrančića
- 330. godišnjica kako je Hrvatski sabor izabrao svetog Josipa za zaštitnika Hrvatske
- 200. godišnjica izuma bicikla
- 100. godišnjica Fatimskih ukazanja
- 100. obljetnica socijalističke revolucije u Rusiji
- 100. godišnjica utemeljenja Franjevačke mladeži
- 70. obljetnica Pariške mirovne konferencije
- 70. godišnjica podjele Indijskog potkontinenta
- 50. godišnjica prvog presađivanja ljudskog srca
- 50. godišnjica Šestodnevnog rata između Izraela i arapskih zemalja
- 50. obljetnica postojanja Svjetskog skijaškog kupa
- 25. obljetnica međunarodnog priznanja Slovenije
- 25. obljetnica međunarodnog priznanja Hrvatske

## Smrti

### Siječanj
- 1. siječnja – Hilarion Capucci, partijarh Melkitske grkokatoličke crkve (* 1922.)
- 1. siječnja – Tony Atkinson, engleski ekonomist (* 1944.)
- 2. siječnja – Derek Parfit, engleski filozof (* 1942.)
- 2. siječnja – John Berger, engleski likovni kritičar (* 1926.)
- 2. siječnja – Viktor Carjov, ruski nogometaš i nogometni trener, dugogodišnji izbornik SSSR-a (* 1931.)
- 3. siječnja – Ivo Brešan, hrvatski književnik i scenarist (* 1936.)
- 3. siječnja – Igor Volk, ukrajinsko-ruski kozmonaut  (* 1937.)
- 3. siječnja – Svemir Delić, hrvatski nogometaš (* 1929.)
- 4. siječnja – Milt Schmidt, kanadski hokejaš i trener (* 1918.)
- 4. siječnja – Georges Prětre, francuski dirigent (* 1924.)
- 4. siječnja – Ezio Pascutti, talijanski nogometaš (* 1937.)
- 6. siječnja – Om Puri, indijski glumac (* 1950.)
- 7. siječnja – Mário Soares, portugalski političar i predsjednik (* 1924.)
- 8. siječnja – James Mancham, političar i državnik, prvi predsjednik Sejšela (* 1939.)
- 9. siječnja – Zygmunt Bauman, poljski sociolog i filozof (* 1925.)
- 10. siječnja – Roman Herzog, njemački političar i predsjednik (* 1934.)
- 10. siječnja – Oliver Smithies, američki genetičar i nobelovac (* 1925.)
- 10. siječnja – Clare Hollingworth, engleska ratna izvjestiteljica i publicistkinja (* 1911.)
- 16. siječnja – Eugene Cernan, američki astronaut (* 1934.)
- 23. siječnja – Mirko Grgin, hrvatski košarkaš i državni reprezentativac (* 1954.)
- 23. siječnja – Joja Ricov, hrvatski pjesnik (* 1929.)
- 24. siječnja – Mladen Bjažić, hrvatski pjesnik, književnik, novinar i dugogodišnji urednik dječjih programa Radija i televizije Zagreb (* 1924.)
- 26. siječnja – Anto Baković, hrvatski katolički svećenik, pisac, novinar (* 1931.)

### Veljača
- 1. veljače – Dušan Karpatský, najistaknutiji češki kroatist, književni povjesničar i prevoditelj, dopisni član HAZU (* 1935.)
- 2. veljače – Predrag Matvejević, bosanskohercegovački i hrvatski pisac i publicist (* 1932.)
- 10. veljače – Milan Mitrović, hrvatski radijski i televizijski novinar i urednik (* 1952.)
- 17. veljače – Marko Veselica, hrvatski političar i ekonomist (* 1936.)
- 17. veljače – Tomislav Ivančić, hrvatski katolički svećenik, teolog i filozof, kanonik, sveučilišni profesor, utemeljitelj hagioterapije (* 1938.)
- 21. veljače – Kenneth Arrow, američki ekonomist, dobitnik je Nobelove nagrade za ekonomiju 1972. (* 1924.)
- 22. veljače – Damir Kali, hrvatski glazbenik i narodna glazba (* 1952.)

### Ožujak
- 1. ožujka – Gustav Metzger, njemački umjetnik (* 1926.)
- 1. ožujka – Vladimir Tadej, hrvatski filmski redatelj (* 1925.)
- 3. ožujka – René Préval, haićanski političar i predsjednik (* 1943.)
- 6. ožujka – Alberto Zedda, talijanski dirigent i glasboslov (* 1928.)
- 8. ožujka – George Andrew Olah, mađarski kemičar, nobelovac (* 1927.)
- 8. ožujka – Dave Valentin, američki jazz flautist (* 1952.)
- 9. ožujka – Barbara Helsingius, finska pjevačica, pjesnikinja i mačevalkinja (* 1937.)
- 13. ožujka – Sarah Jiménez, meksička umjetnica (* 1927.)
- 18. ožujka – Chuck Berry, američki gitarist, tekstopisac i pjevač (* 1926.)
- 18. ožujka – Miloslav Vlk, češki kardinal i praški nadbiskup (* 1932.)
- 19. ožujka – Ivan Grubišić, hrvatski svećenik, sociolog i političar (* 1936.)
- 21. ožujka – August Englas, estonski hrvač (* 1925.)
- 26. ožujka – Alessandro Alessandroni, talijanski skladatelj filmske glazbe (* 1925.)
- 27. ožujka – Josip Kovačić, hrvatski povjesničar umjetnosti, kolekcionar i pjesnik (* 1935.)
- 28. ožujka – Enn Vetemaa, estonski književnik (* 1936.)

### Travanj
- 6. travnja – Don Rickles, američki komičar i glumac (* 1926.)
- 7. travnja – Relja Bašić, hrvatski glumac (* 1930.)
- 13. travnja – Tomislav Židak, hrvatski športski novinar (* 1953.)

### Svibanj
- 4. svibnja – Vojislav Sekelj, hrvatski književnik iz Vojvodine (* 1946.)
- 15. svibnja – Mirko Miočić, najpoznatiji hrvatski kvizoman (* 1956.)
- 17. svibnja – Zvonko Špišić, hrvatski skladatelj (* 1937.)
- 17. svibnja – Chris Cornell, američki glazbenik (* 1964.)
- 23. svibnja – Roger Moore, engleski glumac (* 1927.)
- 30. svibnja – Manuel Noriega, panamski diktator i vojni vođa (* 1934.)

### Lipanj
- 1. lipnja – Alois Mock, austrijski političar i diplomat (* 1934.)
- 5. lipnja – Cheick Tioté, bjelokošćanski nogometaš i reprezentativac (* 1986.)
- 9. lipnja – Adam West, američki glumac (* 1928.)
- 11. lipnja – Milka Milinković, hrvatska paraolimpijka (* 1955.)
- 16. lipnja – Helmut Kohl, njemački kancelar (* 1930.)
- 16. lipnja – John G. Avildsen, američki redatelj (* 1935.)
- 18. lipnja – Tim Hague, kanadski MMA borac (* 1983.)
- 20. lipnja – Prodigy, američki reper (* 1974.)
- 27. lipnja – Mikael Nyqvist, švedski glumac (* 1960.)

### Srpanj
- 13. srpnja – Liu Xiaobo, kineski borac za ljudska prava i nobelovac (* 1955.)
- 13. srpnja – Charles Bachman, američki informatičar (* 1924.)
- 15. srpnja – Martin Landau, američki glumac (* 1928.)
- 15. srpnja – Vjekoslav Vojo Radoičić, hrvatski umjetnik (* 1930.)
- 20. srpnja – Chester Bennington, američki pjevač (* 1976.)
- 21. srpnja – John Heard, američki glumac (* 1946.)
- 21. srpnja – Zvonimir Majdak, hrvatski književnik (* 1938.)
- 21. srpnja – Hrvoje Šarinić, hrvatski političar (* 1935.)
- 23. srpnja – Vladimir Stipetić, hrvatski ekonomist (* 1928.)
- 27. srpnja – Sam Shepard, američki glumac (* 1943.)
- 30. srpnja – Anton Vratuša, slovenski političar i premijer (* 1915.)
- 31. srpnja – Jeanne Moreau, francuska glumica (* 1928.)

### Kolovoz
- 3. kolovoza – Bonaventura Duda, hrvatski teolog, bibličar, franjevac i dopisni član Hrvatske akademije znanosti i umjetnosti (* 1924.)
- 6. kolovoza – Remi Kazinoti, hrvatski glazbenik (* 1959.)
- 8. kolovoza – Glen Campbell, američki glumac, glazbenik (* 1936.)
- 20. kolovoza – Jerry Lewis, američki glumac (* 1926.)
- 21. kolovoza – Hrvoje Stipić, hrvatski doktor kardiolog, jedan od najpoznatijih (* 1965.)

### Rujan
- 8. rujna – Ljubiša Samardžić, srpski televizijski glumac (* 1936.)
- 13. rujna – Nada Đurevska, bh. glumica (* 1952.)
- 13. rujna – Frank Vincent, američki glumac (* 1937.)
- 13. rujna – Saby Kamalich, meksička glumica (* 1939.)
- 15. rujna – Harry Dean Stanton, američki glumac (* 1926.)
- 17. rujna – Biserka Alibegović, hrvatska kazališna, filmska i televizijska glumica (* 1932.)
- 19. rujna – Jake LaMotta, američki boksač i stand-up komičar (* 1922.)
- 27. rujna – Hugh Hefner, osnivač Playboya (* 1926.)

### Listopad
- 2. listopada – Tom Petty, američki glazbenik (* 1950.)
- 5. listopada – Stanko Lasić, hrvatski književni teoretičar, povjesničar i esejist (* 1927.)
- 3. listopada – Džalal Talabani, irački predsjednik i premijer (* 1933.)
- 23. listopada – Paul J. Weitz, američki astronaut (* 1932.)
- 24. listopada – Robert Guillaume, američki glumac (* 1927.)

### Studeni
- 8. studenog – Josip Weber, belgijsko-hrvatski nogometaš (* 1964.)
- 9. studenog – John Hillerman, američki glumac (* 1932.)
- 13. studenog – David Poisson, francuski skijaš (* 1982.)
- 15. studenog – Lil Peep, američki reper, kantautor i model (* 1996.)
- 17. studenog – Salvatore Riina, talijanski mafijaš (* 1930.)
- 18. studenog – Naim Süleymanoğlu, turski dizač utegova (* 1967.)
- 18. studenog – Malcolm Young, australski glazbenik, suosnivač AC/DC-a (* 1953.)
- 19. studenog – Charles Manson, američki kriminalac i vođa kulta (* 1934.)
- 19. studenog – Milan Moguš, hrvatski jezikoslovac i akademik (* 1927.)
- 19. studenog – Jana Novotná, češka tenisačica (* 1968.)
- 27. studenog – Mirjana Rogina, hrvatska glumica (* 1961.)
- 29. studenog – Slobodan Praljak, hrvatski general (* 1945.)

### Prosinac
- 4. prosinca – Ali Abdullah Saleh, jemenski predsjednik (* 1942.)
- 5. prosinca – Henning Jensen, danski nogometaš (* 1949.)
- 5. prosinca – Mihai I, posljednji rumunjski kralj (* 1921.)
- 5. prosinca – Sonia Bićanić, anglistica (* 1920.)
- 6. prosinca – Johnny Hallyday, francuski pjevač (* 1943.)
- 10. prosinca – Jernej Šugman, slovenski glumac (* 1968.)

## Vanjske poveznice
|  | Zajednički poslužitelj ima još gradiva o temi 2017. |